# پاتایا
پِتایا یا پاتایا (به تایلندی: พัทยา) شهر ساحلی کوچکی است در کشور تایلند که در ساحل شرقی خلیج تایلند قرار دارد.
شهر پاتایا در فاصله ۱۶۵ کیلومتری و در جنوب شرقی شهر بانکوک قرار دارد.
شهر پاتایا با بازدید بیش از ۵٫۵ میلیون توریست خارجی در سال، یکی از مهم‌ترین مناطق توریستی کشور تایلند به حساب می‌آید. در این شهر جاذبه‌ها و اماکن گردشگری مختلفی مانند باغ های گیاه شناسی، موزه ها و نمایشگاه ها وجود دارد.
چندین مدل فضای سبز شهری و گردشگری مانند پارک های شهری، باغ‌ های گیاه‌شناسی و باغ وحش در این شهر وجود دارد.
جزیره مرجان koh larn از دیگر مراکز تفریحی پاتایا است.
بطور کلی پاتایا بدلیل جاذبه های گردشگری بسیار، مقصد توریستی جذابی برای همه نوع توریست اعم از مجرد و خانواده، پیر و جوان، زن و مرد و حتی کودکان می باشد. پاتایا شهر زنده، پر جنب و جوش و امن است night life و معمولا در همه ساعات روز و شب تردد گردشگران به چشم می خورد

## تاریخچه شکل‌گیری شهر پاتایا
فرودگاه بین المللی و نظامی یوتاپائو U-Tapao International Airport در تشکیل این شهر بعنوان مرکز توریستی بی تاثیر نبوده است. این فرودگاه در اواسط دهه ۶۰ میلادی توسط ایالات متحده آمریکا برای نگهداری از بمب افکن های B-52 در جنگ ویتنام ساخته شد. سربازان آمریکایی برای مرخصی، خرید و تفریح پا به منطقه نانگ پرو و ساحل پاتایا گذاشتند، به مرور زمان و مخصوصا در زمان جنگ این شهر شاهد ورود خانواده های سربازان برای ملاقات با آنها شد و شهرت پاتایا به گوش همگان رسید و از آن زمان رفته رفته شهرت این شهر جهانی شد تا به امروز که پاتایا سالانه شاهد بازدید میلیونها گردشگر از سرتاسر جهان به خود می باشد.
البته طبق اظهار نظراتی که شده‌است تاریخ شکل‌گیری پاتایا در قالب یک منطقه تفریحی به ۲۹ ژوئن سال ۱۹۵۹ برمی‌گردد یعنی زمانی که تعدادی از نیروهای آمریکایی که در نزدیکی منطقه ایسان اقامت کرده بودند به این منطقه آمده و در کنار ساحل خانه‌هایی کرایه کردند، به دنبال ورود آن‌ها به این منطقه و بکر بودن محل و تفریحات زیادی که این سربازان داشتند، آن‌ها سایر دوستان خود را هم از وجود این منطقه مطلع کردند و  و این شهر تبدیل به یک مرکز استراحت و تفریحی برای سربازان آمریکایی خسته از جنگ ویتنام شد تا اینکه در اوایل دهه ۸۰ میلادی به دنبال اوج‌گیری صنعت توریسم، سواحل این منطقه تبدیل به زیرساخت‌های فراوانی برای برپایی هتل‌ها و مراکز تفریحی توریستی فراوان شد تا اینکه امروزه شاهد این هستیم که پاتایا یکی از مشهورترین و البته ارزانترین مناطق تفریحی کشور تایلند و جنوب شرق آسیا به‌شمار می‌رود.
ضمنا هر ساله نیروی دریایی ارتش آمریکا و کهنه سربازان جنگ ویتنام در بندر سیراچا (۴۰ کیلومتری غرب پاتایا) اتراق کرده و با لباس نظامی بصورت نمادین از شهر پاتایا دیدن می کنند.

## موقعیت جغرافیایی پاتایا
پاتایا، در خلیج تایلند، تقریباً 160 کیلومتر (99 مایل) جنوب شهر بانکوک در ناحیه بانگ لامونگ، استان چونبوری قرار دارد.
شهر پاتایا یک منطقه شهری ویژه است که کل تامبون نونگ پرو (Nongprue) و ناکلوا (Naklua) و بخش هایی از هایای Huai Yai و نونگپلا Nong Pla Lai را در بر می گیرد. شهرستان بنگ لامونگ که مرز شمالی پاتایا را تشکیل می‌دهد بخش‌هایی از تامبون بنگ لامونگ (Banglamung)، نونگ پلا لای و تاخیان تیا را پوشش می‌دهد. بنگ سارای (Bang Saray) در مرز جنوبی پاتایا قرار دارد.
"پاتایای بزرگ" بیشتر خط ساحلی بنگ لامونگ Banglamung (یکی از یازده منطقه ای که استان چونبوری را تشکیل می دهد) را اشغال می کند. این منطقه به بخش شمالی بزرگ‌تری تقسیم می‌شود که مناطقی را در شرق ساحل ناکلوا (شمالی‌ترین ساحل) و ساحل پاتایا (ساحل اصلی) به‌علاوه تپه پراتامناک (که اغلب «تپه بودا» نامیده می‌شود، به دلیل معابد بالای تپه و بام پاتایا) و یک بخش جنوبی بنام ساحل جامتین Jomtien (در جنوب تپه پراتامناک) پوشش می دهد.
قسمت اصلی منطقه خلیج به دو ساحل اصلی تقسیم می شود. ساحل پاتایا به موازات مرکز شهر قرار دارد و حدود 2.7 کیلومتر طول دارد از پاتایا نوئا (شمال) در جنوب در امتداد ساحل تا پاتایا تای (جنوب) که ورودی خیابان واکینگ استریت است. این ساحل که در گذشته 35 متر عرض داشت دچار فرسایش شده و در برخی نقاط تنها به عرض دو تا سه متر کاهش یافته است. طرح بازسازی ساحل به مبلغ 429 میلیون بات در سال 2018 اجرا شد.
تپه پراتامناک Phra Tamnak در سمت جنوبی پاتایا قرار دارد و به دلیل چشم‌اندازهایش و معبد پرایای (Wat Phra Yai) در بالای تپه محبوب است. پارک پاتایا و برج مخابراتی پاتایا در انتهای جنوبی تپه پراتامناک و سالن نمایشگاه و همایش پاتایا (P.E.A.C.H) در انتهای شمالی تپه پراتامناک واقع شده است. در سال های اخیر، تپه پراتامناک Phra Tamnak به دلیل محیط طبیعی تر، سواحل اختصاصی زیباتر و البته ویلاهای شیک و گرانقیمت در بین سواحل ناکلوا، پاتایا و جامتین از محبوبیت بالاتری برخوردار است. هتل‌های معروف رویال کلیف، اینترکنتیننتال (شرایتون سابق) و آسیا ( دارای ساحل اختصاصی) در این ناحیه واقع شده اند.

## آب و هوای پاتایا
پاتایا دارای آب و هوای گرمسیری - استوایی مرطوب و خشک است که به فصول زیر تقسیم می شود:
گرم و خشک (اوایل آذر تا اواسط اسفند)، 
گرم و مرطوب (اواسط اسفند تا اواخر اردیبهشت) 
و گرم و بارانی (از خرداد تا آبان).
داده های آب و هوا برای پاتایا (1991–2020)
جشن آب تایلند (عید سنتی سونگکران) از آیین های جذاب و دیدنی سنتی تایلند هر ساله در پاتایا از تاریخ ۱۶ الی ۱۹ اپریل که یادآور شروع فصل گرم و مرطوب است برگزار می گردد.

## جاذبه‌های گردشگری در پاتایا
- جزیره مرجان
- آکواریوم و دنیای زیر آب
- کوه بودا  khao cheechan
- باغ وحش ببرها Tiger zoo
- باغ استوایی
- موزه ریپلی
- تور گیبون Flight of the Gibbon
- شو الکازار Alcazar show
- مینی سیام

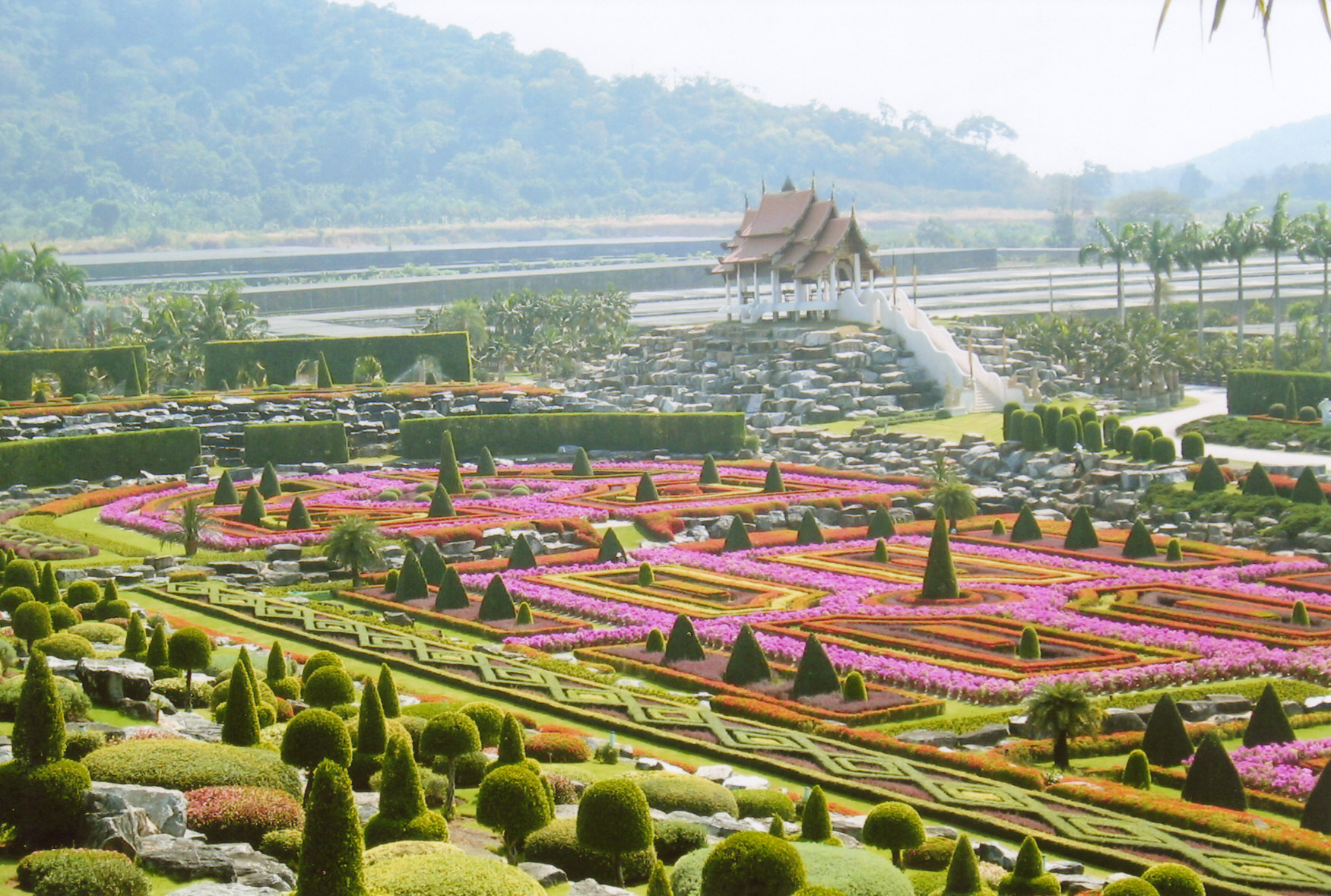
باغ استوایی نانگ نووچ در پاتایا

- مزرعه کروکودیل ها و سنگهای میلیون ساله